# Mieczyn
Mieczyn – wieś w Polsce położona w województwie świętokrzyskim, w powiecie włoszczowskim, w gminie Krasocin.
W latach 1954–1972 wieś należała i była siedzibą władz gromady Mieczyn. W latach 1975–1998 miejscowość administracyjnie należała do województwa kieleckiego.
| SIMC    | Nazwa      | Rodzaj                  |
| ------- | ---------- | ----------------------- |
| 0245977 | Huta Stara | przysiółek (do 2023 r.) |
| 0245931 | Mieczynek  | część wsi               |
| 0245948 | Piaski     | część wsi               |
| 0245954 | Szczotka   | część wsi               |

## Historia
Mieczyn wieś w powiecie włoszczowskim, gminie i parafii Krasocin, leży przy trakcie bitym z Włoszczowy do Kielc.
W 1827 r. było tu 21 domów 140 mieszkańców. Wieś wchodziła w skład dóbr Huta Nowa zwanych także „Krasocińską” które stanowiły z kolei całość z dobrami Gruszczyn.